# Attentato all'aeroporto di Kabul
L'attentato all'aeroporto di Kabul è stato un attentato suicida rivendicato dall'ISIS-K avvenuto il 26 agosto 2021 alle 17:50 ora locale all'Aeroporto Internazionale Hamid Karzai di Kabul. Gli obbiettivi dell'attacco erano principalmente i civili afgani, militari NATO e membri talebani. L'attacco avvenuto in piena ritirata delle truppe statunitensi e della coalizione NATO ha causato almeno 183 vittime, tra cui 170 civili afgani e 13 membri dell'esercito degli Stati Uniti, le prime vittime militari americane in Afghanistan dal febbraio 2020.
Si ritiene che nel 2023, il leader (anonimo) della cellula IS-KP che ha organizzato l'attacco sia stato ucciso dalle forze di sicurezza talebane.

## Premessa
Dopo la caduta di Kabul in mano ai talebani il 15 agosto 2021, l'aeroporto internazionale di Hamid Karzai era l'unica via d'uscita dall'Afghanistan. Dopo la scarcerazione di migliaia detenuti da parte dei talebani, compresi anche miliziani dell'ISIS e di al-Qaida, i membri della Nato furono seriamente preoccupati per la sicurezza dei propri connazionali presenti a Kabul. Dopo la caduta della città il Pentagono avvisò il Congresso di possibili attentati da parte dell'autoproclamato Stato Islamico.
Ore prima dell'attacco, i diplomatici statunitensi a Kabul avvertirono i cittadini americani di lasciare l'aeroporto a causa delle minacce sulla loro sicurezza. Anche il ministro britannico, James Heappey, avvertì di una minaccia altamente credibile di attacco all'aeroporto da parte di militanti dell'Isis.

## Attacco
Durante l'evacuazione dall'Afghanistan, una folla di civili locali e stranieri si trovava concentrata all'aeroporto in attesa di essere evacuata dall'Afghanistan, quando ad Abbey Gate, uno dei cancelli dell'aeroporto, l'attentatore, poi identificato in Abdul Rahman al-Logari, si fece esplodere tramite una cintura esplosiva. Dopo l'esplosione vennero esplosi dei colpi d'arma da fuoco e simultaneamente vennero chiusi tutti i cancelli dell'aeroporto Hamid Karzai. Funzionari statunitensi affermarono che gli uomini armati dell'ISIS-K aprirono il fuoco sulla folla dopo l'esplosione e le truppe statunitensi risposero agli attentatori. Secondo alcuni giornalisti, testimoni oculari, attribuirebbero ai soldati americani (alcune fonti parlano anche di soldati turchi), a causa del caos e dal panico che ha provocato l'esplosione, diversi morti tra la folla. Due giorni dopo, il Pentagono confermò, durante una conferenza stampa, la possibilità che soldati americani potessero aver involontariamente ucciso dei civili afgani.
L'esplosione avvenne presso un posto di blocco dove le forze statunitensi stavano controllando i passaporti, i visti e altri documenti degli sfollati prima di consentire a loro l'ingresso in aeroporto. A causa della confusione, in un primo momento, prima nei rapporti militari, poi nei media, passò la notizia che ci fossero state due esplosioni, una all'aeroporto e l'altra nel vicino Baron Hotel. Il giorno seguente, venne confermata l'inesistenza della seconda esplosione.
L'attacco, venne subito rivendicato dall'ISIS-K, identificò in Abdul Rahman Al Logari l'attentatore suicida. Alla domanda su come i terroristi siano riusciti a passare attraverso i posti di blocco dei talebani, il generale Kenneth F. McKenzie Jr., capo dell'USCENTCOM, dichiarò: "Per quanto riguarda se [i talebani] abbiano permesso o meno che accadesse, non lo so. . .. Non credo ci sia nulla che mi convinca che hanno lasciato che accadesse."

## Vittime
Almeno 183 persone (alcune stime parlano di più di 200 morti) sono rimaste uccise durante l'attacco, inclusi 170 civili afgani e 13 militari statunitensi. Due dei civili uccisi erano cittadini britannici e uno era figlio di un cittadino britannico. Inizialmente venne riferito che anche 28 miliziani talebani erano rimasti uccisi nell'attacco, ma questo venne successivamente smentito dal portavoce talebano Zabiullah Mujahid in un'intervista rilasciata a Radio Free Europe. Almeno altre 200 persone sono rimaste ferite, tra cui 18 militari statunitensi e membri talebani. I soldati americani morti furono inizialmente 12, in seguito aumentarono a 13. Di questi 13 soldati, 11 erano marines, un soldato del 8th Military Information Support Groupe e un medico della Marina. È stata la più grande perdita di vite umane di personale militare statunitense dall'abbattimento del Chinook del 2011.
I nomi dei 13 soldati americani morti nell'attentato:
Marines
- Staff Sgt. Darin T. Hoover, 31 anni, di Salt Lake City, Utah
- Sgt. Johanny Rosario Pichardo, 25 anni, di Lawrence, Massachusetts
- Sgt. Nicole L. Gee, 23 anni, di Sacramento, California
- Cpl. Hunter Lopez, 22 anni, di Indio, California
- Cpl. Daegan W. Page, 23 anni, di Omaha, Nebraska
- Cpl. Humberto A. Sanchez, 22 anni, di Logansport, Indiana
- Lance Cpl. David L. Espinoza, 20 anni, di Rio Bravo, Texas
- Lance Cpl. Jared M. Schmitz, 20 anni, St. Charles, Missouri
- Lance Cpl. Rylee J. McCollum, 20 anni, di Jackson, Wyoming
- Lance Cpl. Dylan R. Merola, 20 anni, di Rancho Cucamonga, California
- Lance Cpl. Kareem M. Nikoui, 20 anni, di Norco, California

Hospital corpsman
- Navy Hospitalman Maxton W. Soviak, 22 anni, di Berlin Heights, Ohio

1st Special Forces Command (Airborne)
- Sgt. Rayan C. Knauss, 23 anni, di Corrytown, Tennessee

## Reazioni e risposte
Attraverso un tweet del loro portavoce, i talebani hanno condannato l'attacco, affermando che "i circoli malvagi saranno rigorosamente fermati". In seguito i talebani annunciarono che avrebbero adottato ogni misura possibile per catturare il leader dell'ISIL-KP Shahab al-Muhajir.
Abdullah Abdullah, ex capo dell'esecutivo dell'Afghanistan e attuale leader della Coalizione nazionale dell'Afghanistan, ha condannato l'attacco.
Il presidente degli Stati Uniti Joe Biden ha fatto un discorso pubblico dopo l'attacco. Ha onorato i militari che sono stati uccisi, definendoli "eroi" e dicendo che hanno perso la vita "al servizio della libertà". Ha espresso profondo dolore anche per le vittime afghane. A coloro che desideravano fare del male agli Stati Uniti ha detto:"ti daremo la caccia e ti faremo pagare".
Molte nazioni hanno espresso condanna per l'attacco all'aeroporto di Kabul e solidarietà alle vittime e alle truppe che effettuano le evacuazioni nell'aeroporto. Anche la Commissione europea e le Nazioni Unite hanno condannato l'attentato. La cancelliera tedesca Angela Merkel annullò imminente viaggio in Israele per rimanere in Germania e monitorare l'evacuazione delle truppe tedesche. Il Regno Unito ha affermato che le evacuazioni civili continueranno nonostante l'attacco.

### Risposta militare degli Stati Uniti
Il 27 agosto, gli Stati Uniti lanciarono un attacco aereo con drone contro un veicolo che trasportava tre membri dell'ISIL-KP nella provincia di Nangarhar. Due vennero uccisi, descritti dal portavoce del Pentagono John Kirby come "obiettivi dell'ISIS di alto profilo" e "pianificatori e facilitatori"; il terzo occupante del veicolo venne solo ferito. Un funzionario della difesa degli Stati Uniti affermò che uno degli obiettivi dell'attacco era "associato a potenziali attacchi futuri all'aeroporto" e che gli Stati Uniti lo avevano localizzato con "conoscenze sufficienti" per colpire.
Il 29 agosto, un attacco coi droni venne effettuato dagli Stati Uniti, prendendo di mira un veicolo che trasportava un sospetto membro dell'ISIL-KP che si credeva stesse cercando di raggiungere l'aeroporto di Kabul per compiere un altro attentato. Dieci persone della stessa famiglia, che vivevano nell'edificio accanto al veicolo bersaglio, sono state uccise durante l'attacco, tra cui sei bambini. Una delle vittime aveva precedentemente lavorato come traduttore con le forze statunitensi ed era in attesa di essere evacuato con la sua famiglia all'aeroporto. Funzionari statunitensi hanno affermato che dopo lo strike sono state avvertite una serie di "esplosioni successive sostanziali e potenti" a seguito dell'attacco dei droni che indicavano che il veicolo trasportasse esplosivi. Un altro vicino ha affermato di aver stimato che il bilancio delle vittime potrebbe arrivare a 20.